# Biblioteca Serra i Pagès

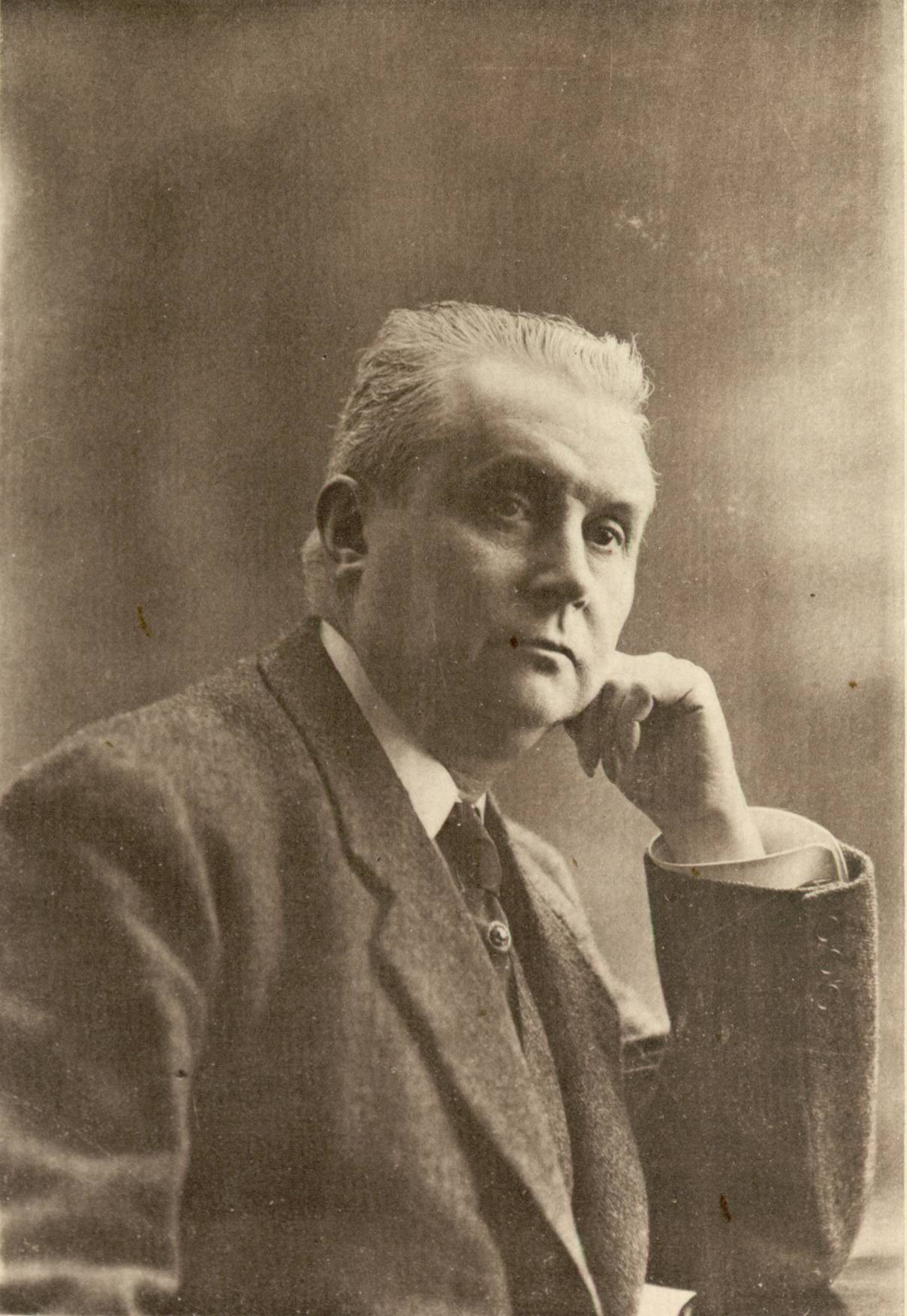
Rossend Serra i Pagès

A la muerte del insigne folklorista Rossend Serra i Pagès, su archivo privado y su biblioteca fueron donados al Archivo Histórico de la Ciudad de Barcelona, donde hoy en día se conservan.
El Fondo Serra i Pagès está constituido en su totalidad por:

## El archivo privado
Contiene documentación personal sobre su actividad profesional, su participación en numerosos acontecimientos de la época como la Exposición Universal de Barcelona (1888), el Congreso Universitario Catalán (1903), el Congreso Internacional de Alpinismo (1903), el Primer Congreso Internacional de la Lengua Catalana (1906), el Primer Congreso Excursionista Catalán (1911), la Exposition Colonial National de Marseille. Semaine Internationale des Géographes, des Explorateurs, des Etnologues et des naturalistes (1922), entre otros. También incluye numerosa correspondencia mantenida a lo largo de los años con ilustres personalidades tanto nacionales como internacionales: Caterina Albert, Antoni Mª Alcover, Joan Amades, Josep Carner, Valeri Serra i Boldú, Eudald Canibell, Alexandre Galí, Telesforo de Aranzadi, Ramón Menéndez Pidal, Franz Boas, del departamento de antropología de la Columbia University in the City of New York y editor de The Journal of American Folk-Lore; Carlo Boselli, Horace Chauvet, Robert Lehmann-Nitsche, el famoso antropólogo, lingüista y folklorista germano-argentino, Frederick H. Marteus, entre otros.

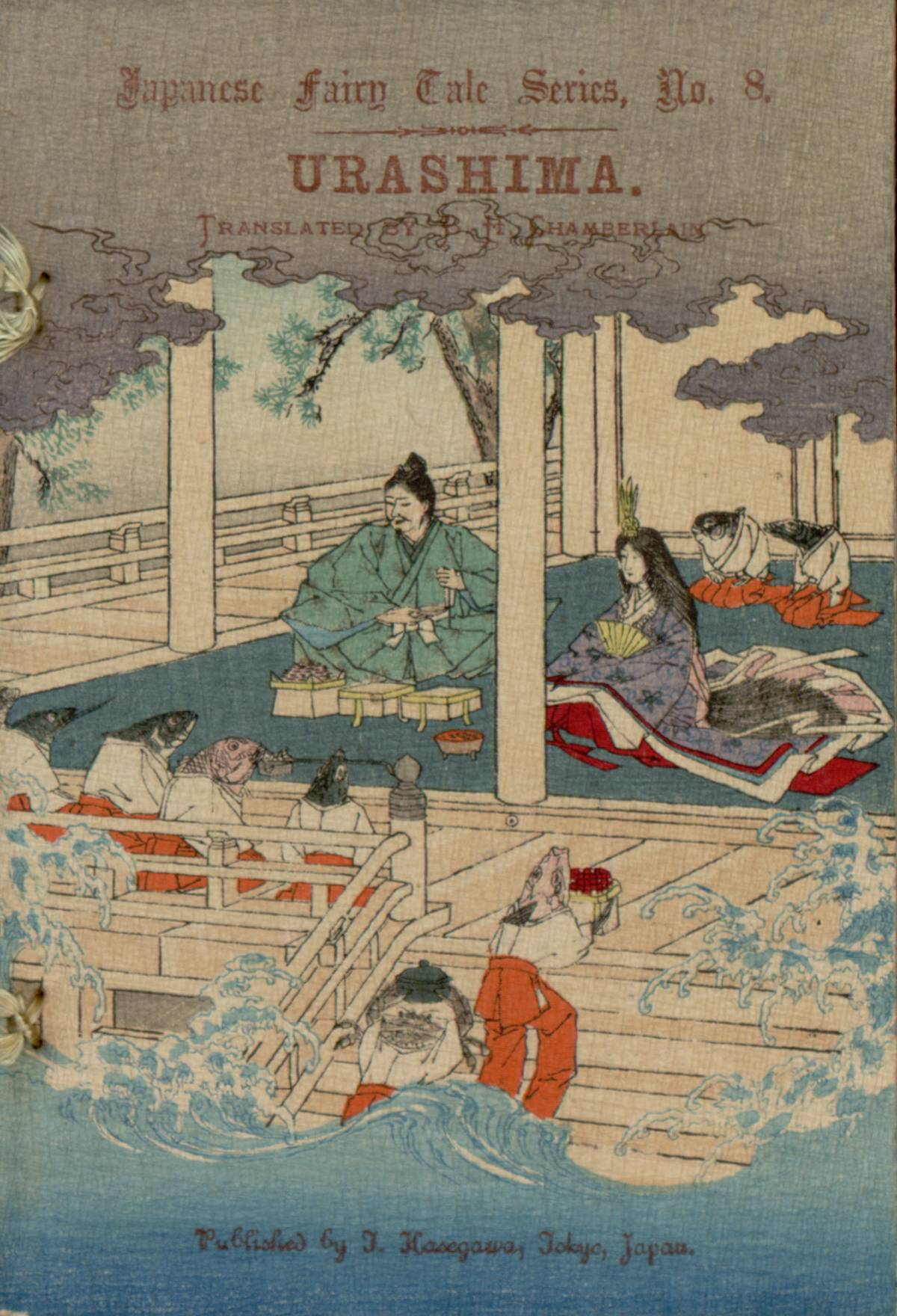
AHCB. Urashima = Ourasima, le petit pêcheur. Primera edición

## La Biblioteca privada
Recopilada en el transcurso de sus estudios, conforma lo que se llama Fondo Serra i Pagès dentro de la Biblioteca del AHCB. Este fondo mantiene su validez por: 
	a) la extensión de obras recogidas del folklore y etnografía de la práctica totalidad de pueblos de los cinco continentes;
	b) la trayectoria histórica de los primeros estudios que se hicieron metódicamente sobre folklore y que una vez superada la etapa positivista dieron como resultado las numerosas cátedras y estudios universitarios de antropología y etnología que posteriormente se constituyeron.

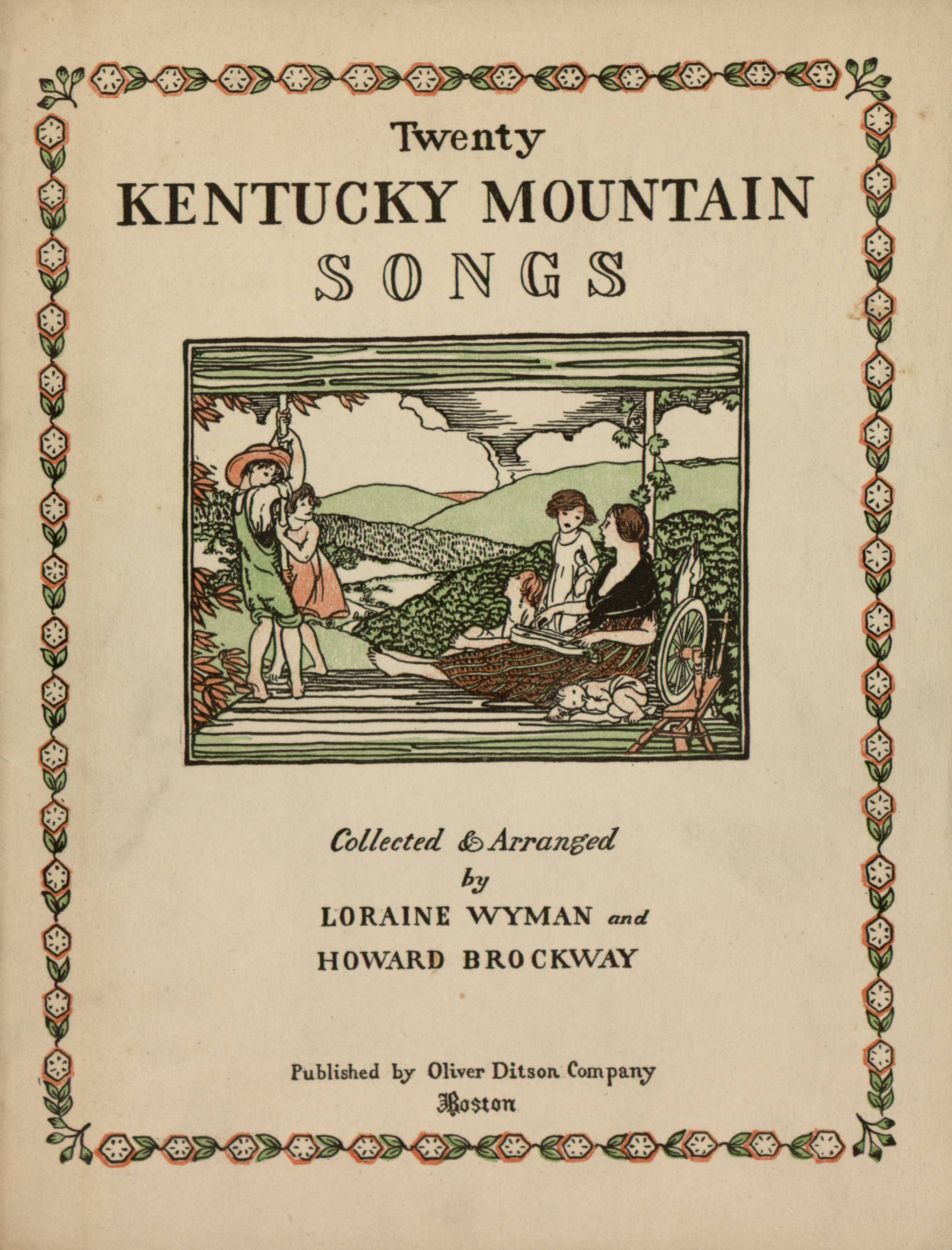
AHCB. Twenty Kentucky mountain songs. Primera edición

Así destacan, por ejemplo, la monumental obra del escritor Giuseppe Pitrè (1843-1916) sobre el folklore siciliano Biblioteca delle tradizioni popolari siciliane, obra en 24 volúmenes; la mayor parte de la obra de reconocido valor científico de Robert Lehmann-Nitsche (1872-1938) sobre folklore universal y muy especialmente argentino; las principales obras de Arnold van Gennep (1873-1957) como la primera edición de Les rites de passage de 1909; de Sir J. G. Frazer (1854-1941); de E. B. Tylor (1832-1917); de Andrew Lang (1844-1912). 
Son numerosas las publicaciones periódicas antiguas especializadas como: Euskal esnalea, 1908-, Euskalerriaren Alde : revista de cultura vasca, 1911-1931, Revista Internacional de los Estudios Vascos (1907-1936), Rivista delle tradizioni popolari italiane / diretta da Angelo de Gubernatis (1893-94), Revue des traditions populaires: recueil mensuel de mythologie, littérature orale, ethnographie traditionnelle et art populaire (1886-1919), todas estas completas y otras, hasta 82 títulos de revistas, incompletas.

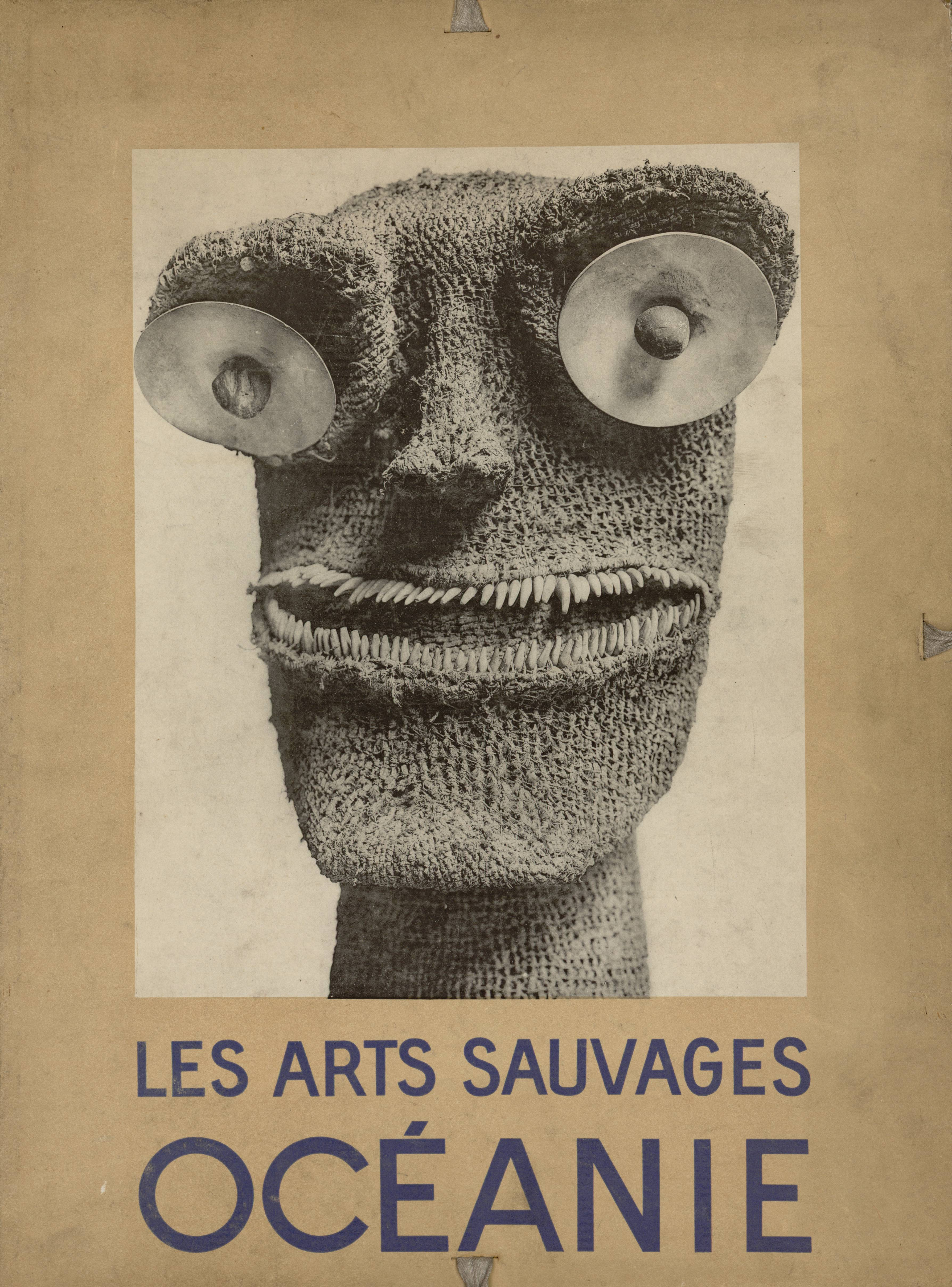
AHCB. Les arts sauvages : Océanie. Primera edición

Este fondo bibliográfico está integrado por 3.715 volúmenes en diversos formatos, hoy ya completamente incorporados al catálogo general de la Biblioteca del AHCB.  Según consta en un documento de noviembre de 1929 del archivo privado, cuya autoría es de Sara Llorens, discípula del folklorista, el “catálogo de la Biblioteca Serra Pagès según la clasificación más aproximada al pensamiento del Maestro” estaba estructurado en seis apartados. Ahora bien, la catalogación utilizada en la actualidad sigue las normas de clasificación de materias vigentes en el mundo bibliotecario. Bajo el epígrafe más general de la materia Folklore que unifica la colección, hay obras que encabezan materias mucho más concretas:
- Literatura popular, leyendas, tradiciones orales, cuentos, proverbios y refranes, adivinanzas, etc. del conjunto de los 5 continentes.

- Canciones populares y música popular, danzas nacionales, instrumentos populares de Europa, Asia, América, África y Oceanía.

- Fábulas, poesía tradicional, simbología y mitología popular de las grandes tradiciones culturales europeas (griegas, nórdicas, eslavas…), asiáticas, africanas y americanas.

- Medicina popular, ocultismo, magia, teosofía, astrología, enigmística, oraciones y conjuros, espíritus, metapsíquica, prodigios y milagros, psiquismo inferior.

- Juegos de cartas, matemáticos, de sociedad, juegos infantiles y construcción de juguetes.

- Heráldica y numismática

- Usos y costumbres familiares, públicas, corporativas, jurídicas, económicas, fiestas populares y ritos, astronomía y ciclos periódicos de la vida de hombres, mujeres y animales.

- Cerámica, cocina, construcción de casas y herramientas, indumentaria y vestidos, arte popular.